# Alougbine Dine
Alougbine Dine est comédien, danseur, décorateur, plasticien, costumier et metteur en scène béninois.

## Biographie
Ayant travaillé 13 ans à Libreville, il est devenu une figure emblématique du théâtre gabonais. Tour à tour directeur de la compagnie Théâtre du Tigre et professeur d'interprétation, de scénographie et de réalisation de spectacle, Alougbine Dine a écumé tous les métiers du théâtre. Depuis 1992, l'Atelier Nomade, sa dernière expérience en cours, s'est spécialisé dans la formation en art dramatique et scénique. Il est sans frontières, véritable école à domicile. Il a déjà animé trente stages de jeu d'acteur dans quatorze pays, soit vingt-sept villes d'Afrique et d'Europe, deux stages régionaux en Afrique Centrale avec l'Union européenne et en Afrique de l'Ouest avec Africréation.
En suscitant des rencontres culturelles et artistiques Sud-Sud et Nord-Sud autour de la formation et la création, l'atelier Nomade vise un double objectif, populariser davantage auprès du public africain le théâtre de qualité et mieux positionner les artistes sur la scène internationale. Outre son café-théâtre Plein Ciel de Zogbo, son festival Migration et Rencontres Nomades, l'École internationale de théâtre du Bénin vient d'ouvrir ses portes en avril 2004.
Il a été directeur du Festival International de Théâtre du Bénin (Fitheb). Ancien membre de l’Ensemble artistique béninois « Zama-Hara » de Porto-Novo, capitale politique, entre 1975 et 1985, puis artiste influent du Ballet national du Bénin dans les années 1990, Alougbine Dine a fini par créer en 2004, la première école internationale de théâtre du Bénin dénommée EITB. Cette école a formé et sorti en septembre 2006, une première promotion d'élèves venant de venus de trois pays africains à savoir : le Bénin, le Togo et le Niger. Alougbine Dine a arrêté ses activités dans cette école à partir de 2017.
Il dirige la réalisation du décor du spectacle d'ouverture des Jeux de la Francophonie 2005 au Niger (novembre-décembre). En août 2007, Alougbine Dine met en scène la pièce de théâtre Eglo de Génération Gogohoun.

## Récompenses
1972 : 3e Prix ex-æquo de peinture à la mini-foire de Porto-Novo.
1982 : Premier Prix de Théâtre et de Peinture au 2e Festival national des Arts et de la Culture du Bénin.
1986 : Prix Africa en peinture, au salon d'octobre de Libreville.
1987 : Grand Prix du Public en peinture, au salon d'octobre de Libreville.
1995 : Prix du Meilleur Metteur en scène, du Meilleur Costumier et Prix Makanza (spectacle le plus complet) avec Mal des mots, au Festival International de l'acteur du Zaïre.
1995 : Prix du Meilleur Stand africain en design à la Foire internationale de tourisme à Johannesburg.
1998 : Prix Bénin Golden Awards 98 (meilleur spectacle de l'année) avec La Ligne de Israel Horovitz.
1999 : Prix UNESCO au MASA 99.